# Consort vice-royal du Canada
Le consort vice-royal du Canada (en anglais : Viceregal consort of Canada) est le conjoint du gouverneur général du Canada. Il assiste ce dernier dans les cérémonies et les œuvres de bienfaisance, l'accompagne lors des cérémonies officielles et entreprend parfois ses propres activités philanthropiques. Si cette personne est une femme, elle est également appelée châtelaine de Rideau Hall en tant qu'hôtesse de la résidence officielle royale et vice-royale d'Ottawa. Le consort occupe le troisième rang dans l'ordre de préséance canadien, après le monarque canadien et le gouverneur général, et est appelé « Son Excellence » pendant la durée du mandat de son conjoint. Il est nommé d'office Compagnon extraordinaire de l'Ordre du Canada et Chevalier ou Dame de justice du Très vénérable ordre de l'Hôpital de Saint-Jean de Jérusalem.
L'actuel consort vice-royal est Whit Fraser, époux de Mary Simon, depuis le 26 juillet 2021.

## Liste des consorts vice-royaux
| No | Nom                                   | Dates       | Gouverneur général                |
| -- | ------------------------------------- | ----------- | --------------------------------- |
| 1  | Lady Elizabeth Monck (d)              | 1867-1869   | Charles Monck                     |
| 2  | Adelaide Annabella Dalton (d)         | 1869-1872   | John Young                        |
| 3  | Hariot Hamilton-Temple-Blackwood (en) | 1872-1878   | Frederick Temple Blackwood        |
| 4  | Louise du Royaume-Uni                 | 1878-1883   | John Campbell                     |
| 5  | Maud Petty-Fitzmaurice (en)           | 1883-1888   | Henry Petty-Fitzmaurice           |
| 6  | Constance Stanley (d)                 | 1888-1893   | Frederick Stanley                 |
| 7  | Ishbel Hamilton-Gordon                | 1893-1898   | John Hamilton-Gordon              |
| 8  | Mary Caroline Grey (d)                | 1898-1904   | Gilbert Elliot-Murray-Kynynmound  |
| 9  | Alice Grey (en)                       | 1904-1911   | Albert Grey                       |
| 10 | Louise-Marguerite de Prusse           | 1911-1916   | Arthur de Connaught et Strathearn |
| 11 | Evelyn Cavendish                      | 1916-1921   | Victor Cavendish                  |
| 12 | Marie Evelyn Moreton                  | 1921-1926   | Julian Byng                       |
| 13 | Marie Freeman-Thomas (en)             | 1926-1931   | Freeman Freeman-Thomas            |
| 14 | Roberte Ponsonby                      | 1931-1935   | Vere Ponsonby                     |
| 15 | Susan Buchan (en)                     | 1935-1940   | John Buchan                       |
| 16 | Alice d'Albany                        | 1940-1946   | Alexander Cambridge               |
| 17 | Margaret Alexander (en)               | 1946-1952   | Harold Alexander                  |
| –  | Aucun                                 | 1952-1959   | Vincent Massey                    |
| 18 | Pauline Vanier                        | 1959-1967   | Georges Vanier                    |
| 19 | Norah Michener (en)                   | 1967-1974   | Roland Michener                   |
| 20 | Gabrielle Léger (en)                  | 1974-1979   | Jules Léger                       |
| 21 | Lily Schreyer (en)                    | 1979-1984   | Edward Schreyer                   |
| 22 | Maurice Sauvé                         | 1984-1990   | Jeanne Sauvé                      |
| 23 | Gerda Hnatyshyn (en)                  | 1990-1995   | Ramon John Hnatyshyn              |
| 24 | Diana Fowler LeBlanc (en)             | 1995-1999   | Roméo LeBlanc                     |
| 25 | John Ralston Saul                     | 1999-2005   | Adrienne Clarkson                 |
| 26 | Jean-Daniel Lafond                    | 2005-2010   | Michaëlle Jean                    |
| 27 | Sharon Johnston (en)                  | 2010-2017   | David Lloyd Johnston              |
| –  | Aucun                                 | 2017-2021   | Julie Payette                     |
| 28 | Whit Fraser (en)                      | Depuis 2021 | Mary Simon                        |